# Tatsumi Shuppan
Tatsumi Shuppan (яп. 辰巳出版株式会社 тацуми сюппан кабусики гайся), также Tatsumi Group, Tatsumi Publishing — японское издательство, выпускающее также журналы развлекательной тематики и мангу (японские комиксы). Компания возникла в ноябре 1967 года. Её возглавляет Ясуо Кигути (яп. 木口靖夫). Tatsumi Shuppan издаёт научную литературу и журналы о патинко, домашних животных, рыбалке, татуировках; хентай-журналы Comic Penguin Club, Comic Momohime и другие. Манга издаётся компанией Tatsumi Shuppan под импринтом Tatsumi Comics (タツミコミックス).
В Tatsumi Shuppan входят подразделения: Souryuusha (株式会社蒼竜社); Sogotosho (株式会社綜合図書); Fujimi Shuppan (富士美出版株式会社); Scholar Magazine (株式会社スコラマガジン) и Nitto Shoin Honsha (日東書院本社).

## Журналы
- Tsurijouhou (つり情報)
- G Spirits (Gスピリッツ) — журнал о реслинге, созданный после закрытия некогда популярного Shukan Gong (週刊ゴング)
- Pazuru kanji doujou (パズル漢字道場)
- Tokusen shousetsu (特選小説)
- Pyua-Pyua (ピュア☆ピュア)
- Keiji Magazine (刑事マガジン)
- Gekiga majan ou (劇画麻雀王)

### Патинко
- Pachisuro Hissho-bon (パチスロ必勝本)
- Pachisuro Hissho-bon DX (パチスロ必勝本DX)
- Pachinko Hissho-bon DREAMS (パチンコ必勝本DREAMS)
- Pachinko Original Hissho-bon Special (パチンコオリジナル必勝法スペシャル)
- Pachinko Original Hissho-bon Derakkusu (パチンコオリジナル必勝法デラックス)

### Хентай
По данным на 2009 год, компания находится на седьмом месте среди ведущих издателей эротической манги.
- Comic Penguin Club (COMICペンギンクラブ)
- Penguin Celeb (ペンギンセレブ)[7] — приложение к Comic Penguin Club
- Comic Penguin Club Sanzokuban (COMICペンギンクラブ山賊版)
- Comic Bazooka (COMICバズーカ)
- Comic Momohime (ＣＯＭＩＣ桃姫)[8]